# Nguyễn Thực
Nguyễn Thực (阮實, 1554-1637), tự Phác Phủ (朴甫), đỗ Đình nguyên Tiến sĩ khoa Ất Mùi năm 1595, niên hiệu Quang Hưng dưới thời vua Thế Tông hoàng đế Lê Duy Đàm của nhà Lê Trung Hưng. Năm niên hiệu Hoàng Định thứ 7, năm 1606 dưới thời vua Lê Kính Tông ông được sung làm phó sứ đi sứ Nhà Minh. Khi về làm tới chức Thiếu phó, tước Lan Quận công. Ông làm quan trải qua ba triều Vua, mà gia đình thanh bạch.